# سودانیه (روستا)
 سودانیه  به عربی ( الُسودانیه )، روستایی است در دهستان اتام از توابع استان 
```
ذَمار
  در کشور 
یمن
 در 
شبه جزیره عربستان
.
```

## جمعیت
جمعیت آن (۷۰ ) نفر (۶ خانوار) می‌باشد.